# Comuna Vilsk, Cerneahiv
Vilsk (în ucraineană Вільська сільська рада) este o comună în raionul Cerneahiv, regiunea Jîtomîr, Ucraina, formată din satele Ialînivka, Peremoha, Șcerbînî și Vilsk (reședința).

## Demografie
Componența lingvistică a comunei Vilsk
     Ucraineană (98,49%)
     Rusă (1,23%)
     Alte limbi (0,28%)
Conform recensământului din 2001, majoritatea populației comunei Vilsk era vorbitoare de ucraineană (98,49%), existând în minoritate și vorbitori de rusă (1,23%).